# Miloš Tichý
Miloš Tichý, češki astronom, * 1966.

## Delo
Do danes je odkril 212 asteroidov in periodični komet P/2000 U6 (komet Tichý).
Po njem je poimenovan asteroid 3337 Miloš.